# Palazzo Galeota
Il palazzo Galeota di Taranto già ospitante il Museo etnografico Alfredo Majorano sd uffici comunali alla Cultura, Sport, Spettacoli nel Borgo Antico della città; oggi questi beni e servizi sono spostati a Palazzo Pantaleo. Fu costruito nel 1728 dal canonico don Vincenzo Cosa, abile amministratore e dedito all'attività di usuraio. Grazie ad un matrimonio da lui combinato, la famiglia Cosa venne ascritta al novero delle famiglie nobili, ambizione coronata proprio dalla costruzione del palazzo. 
Alla sua morte, l'edificio passò prima alla famiglia Calò, e successivamente nel 1800 al Sindaco di Taranto Luigi Galeota, del quale si notano ancora le iniziali sul portone. Nessuna testimonianza rimane invece di Cosa, ad eccezione di un'edicola situata sul retro del palazzo, nella quale il vecchio proprietario è rappresentato con il suo abito talare inginocchiato ai piedi della Madonna, ma la tradizione popolare vuole che il suo spirito sotto forma di aùre, si aggiri in alcune stanze del palazzo durante le ore notturne.
Nel 1975 il palazzo è stato acquistato dal Comune, che ha provveduto al suo restauro trasformandolo in sede degli uffici comunali dell'Assessorato alla cultura, sport e tempo libero.
L'edificio è uno dei più rappresentativi dell'edilizia aristocratica del Settecento, ed è il risultato dell'aggregazione di costruzioni minori. Come molti altri palazzi del Borgo Antico, dispone di un cortile interno dal quale è possibile ammirare l'articolazione di tutti gli ambienti.
Molte delle soluzioni architettoniche e decorative esterne ed interne, sono di chiara ispirazione napoletana, oltre che influenzate dal barocco leccese.